# Sanatorium w Smukale

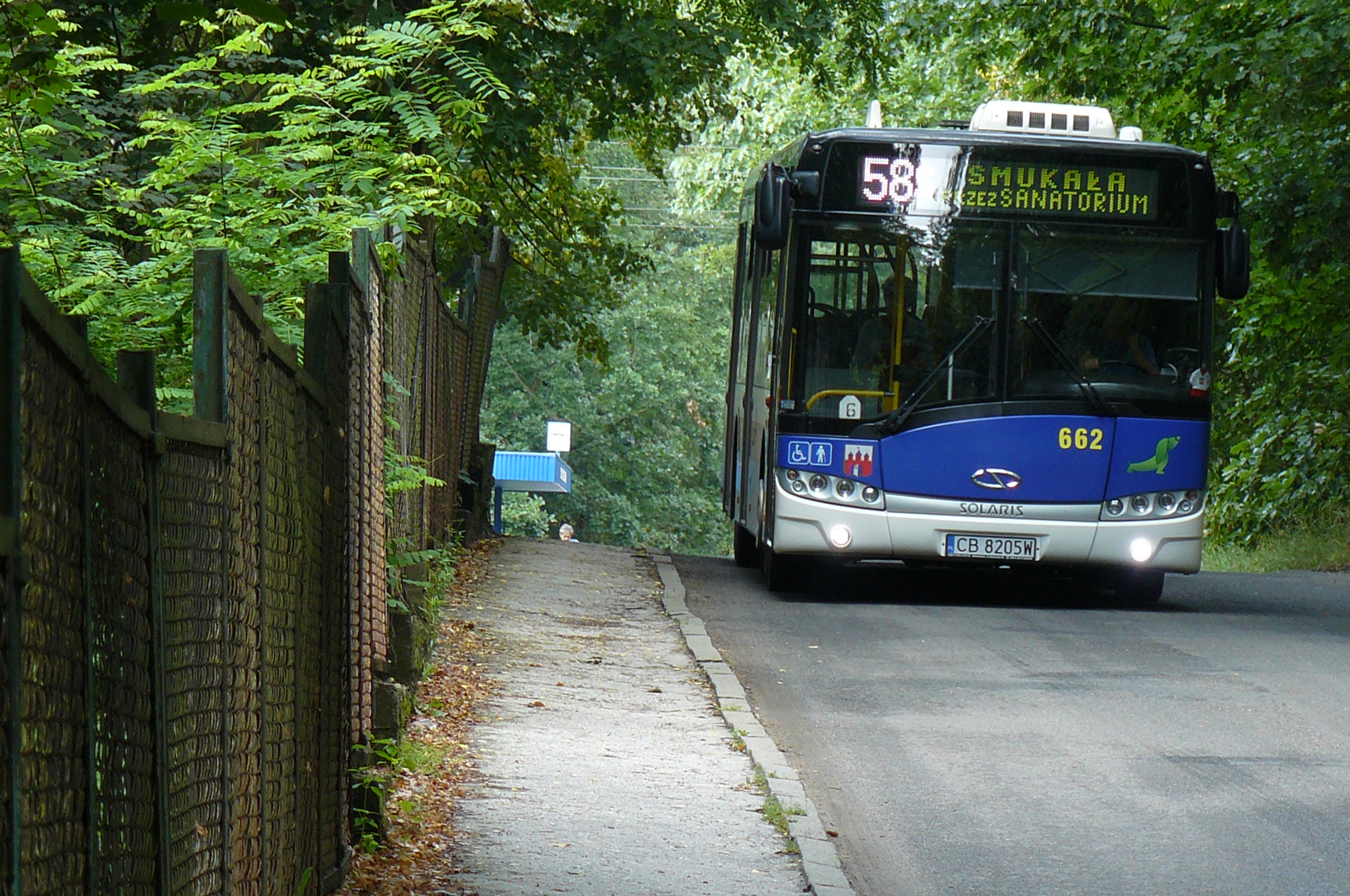
Autobus MZK Bydgoszcz linii 58 dojeżdżający do sanatorium

Sanatorium w Smukale – sanatorium dla płucnochorych położone w Opławcu (peryferyjne osiedle w Bydgoszczy, położone wśród borów sosnowych), w latach 1904–2000 placówka samodzielna, następnie w strukturach Kujawsko-Pomorskiego Centrum Pulmonologii w Bydgoszczy.

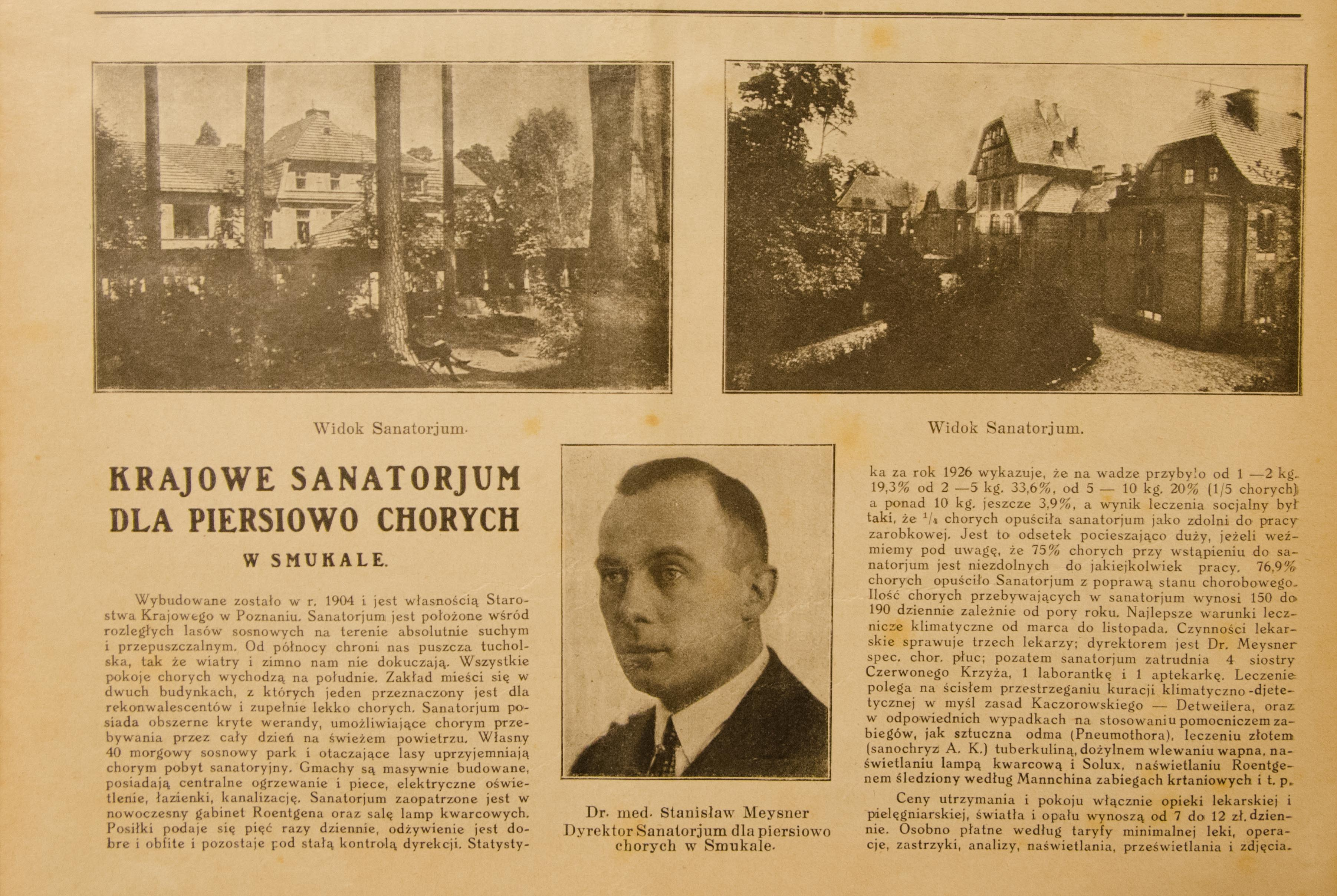
Fotografie oraz notka o Sanatorium z 1927 roku.

## Charakterystyka
Sanatorium jest częścią Kujawsko-Pomorskiego Centrum Pulmonologii w Bydgoszczy. W zabytkowych obiektach z 1904 r. umieszczone są oddziały: Leczenia Gruźlicy i Chorób Płuc, Rehabilitacji i Rehabilitacji Oddechowej.
W oddziałach nie są prowadzone zabiegi ambulatoryjne. Przyjmowane są osoby cierpiące na przewlekłą chorobę płuc, zapalenie oskrzeli, astmę oskrzelową, raka płuc, gruźlicę oraz pacjenci po zabiegach operacyjnych.

## Historia
Decyzja o budowie sanatorium przeciwgruźliczego dla kobiet w Smukale koło Bydgoszczy zapadła 24 maja 1901 roku na zebraniu Stowarzyszenia do Walki z Gruźlicą jako Chorobą Społeczną Prowincji Poznańskiej. Jako teren pod budowę sanatorium wybrano 80-letni bór sosnowy w pobliżu przystanku bydgoskiej kolejki powiatowej, około 7 km od Bydgoszczy. Wykonanie projektu powierzono miejskiemu radcy budowlanemu Carlowi Meyerowi. Projekt składał się z dwukondygnacyjnego budynku głównego wraz z leżakownią i mniejszego budynku gospodarczego wraz z mieszkaniem dla dozorcy. Prace budowlane wykonano w latach 1903–1904. Była to druga placówka tego typu w Prowincji Poznańskiej obok pawilonowego sanatorium w Kowanówku koło Obornik Wielkopolskich (Puszcza Notecka), przeznaczonego dla mężczyzn (1903). Obiekt wzniesiono według specjalnych założeń, wypracowanych dla tego typu obiektów (lokalizacja, rozmieszczenie obiektów, zalecenia krajobrazowe, dojazd koleją, zalesienie, dostęp do czystej wody itd.).
Sanatorium rozpoczęło działalność 20 października 1904 roku, lecz oficjalne otwarcie miało miejsce 6 czerwca 1905 roku. Z tej okazji telegram przysłał cesarz Wilhelm II, a miejski radca budowlany Carl Meyer został odznaczony Orderem Orła Czerwonego IV klasy. W lutym 1906 roku podjęto decyzję o rozbudowie kompleksu z 80 do 120 łóżek. W 1907 r. wzniesiono nowy budynek po wschodniej stronie budynku głównego, połączony z głównym kompleksem. W 1908 roku zasadzono w otoczeniu 5 tys. drzew, w tym wiązy, topole, lipy, brzozy i robinie akacjowe oraz zbudowano willę dla dyrektora zakładu.
16 października 1913 roku otwarto sanatorium dziecięce imienia Berthy Amelii – matki fundatorki (niem. Kinderheilstätte der Bertha Amelie-Stiftung), wchodzące w skład zespołu leczniczego w Smukale. Autorem projektu był architekt Julius Knüpfer z Berlina, a całość nadzorował Carl Meyer. W 1914 roku sanatorium mogło pomieścić 200 pacjentów i przyjmowało osoby bez różnicy płci i wieku. Chorzy przybywali z całego terytorium zaboru pruskiego, najwięcej z rejencji poznańskiej i bydgoskiej.
W roku 1920 sanatorium przejęły władze polskie, przekazując je Towarzystwu ku Zwalczaniu Gruźlicy z siedzibą w Poznaniu. Pierwszym dyrektorem został dr Franciszek Czajkowski, a od 1926 roku – dr Stanisław Meysner. Wprowadził on nowe metody zapobiegawczego leczenia gruźlicy płuc zapadową odmą opłucnową i otrzewnową. W latach 30. XX wieku w sanatorium funkcjonowały dwa oddziały: w gmachu głównym duży oddział dla ciężej chorych z pododdziałem chirurgicznym, na 139 łóżek oraz drugi w pawilonie dla lżej chorych, na 41 łóżek. Sanatorium w tym czasie uchodziło za jedno z najlepszych w kraju. Pracowało w nim wielu znanych ftyzjatrów, między innymi dr Władysław Baranowski, późniejszy długoletni dyrektor Szpitala Płucnochorych w Bydgoszczy.
W czasie II wojny światowej sanatorium pełniło tę samą funkcję, nie było jednak dostępne dla Polaków. Po wojnie wprowadzono nowsze metody leczenia gruźlicy z zastosowaniem masowych szczepień. Na stanowisko dyrektora wrócił dr Meysner. W 1948 roku lecznica dysponowała 165 łóżkami i zatrudniała 60 pracowników. W 1949 roku placówka została upaństwowiona, zmieniając nazwę na Sanatorium Przeciwgruźlicze im. Henryka Dobrzyckiego. W tym czasie była pokazowym obiektem służby zdrowia województwa bydgoskiego, często odwiedzanym przez wysokich przedstawicieli administracji państwowej. W 1975 roku weszła w skład Przeciwgruźliczego Specjalistycznego Zakładu Opieki Zdrowotnej w Bydgoszczy.
Rozwój nowoczesnej farmakoterapii gruźlicy w okresie powojennym zmniejszył znaczenie leczenia klimatycznego. W zamian wprowadzono zabiegi torakochirurgiczne i rehabilitację. W latach 90. XX w. zmieniono funkcje dawnych pawilonów leczniczych, rozbudowano pomieszczenia gospodarcze oraz pobudowano mieszkania dla pielęgniarek.
W XXI wieku, wraz z reorganizacją służby zdrowia, nastąpiła zmiana funkcji obiektów sanatoryjnych. Sanatorium włączono w struktury Kujawsko-Pomorskiego Centrum Pulmonologii w Bydgoszczy. W gmachu głównym sanatorium zlokalizowano dwa oddziały: rehabilitacji oraz leczenia gruźlicy i chorób płuc, a pawilon kobiecy zaadaptowano na 40-łóżkowy oddział leczenia gruźlicy płuc.
Zespół obiektów został wpisany do rejestru zabytków, po czym przeprowadzono pod nadzorem konserwatora remont budynków. Dla potrzeb terapii zakupiono nowoczesny sprzęt rehabilitacyjny.

### Nazwy
- 1905 – Sanatorium dla Piersiowo Chorych Kobiet im. księżniczki Cecylii w Smukale koło Bydgoszczy (niem. Kronprinzessin Cecilie Frauenheilstätte Mühltahl bei Bromberg)
- 1906–1920 – Sanatorium dla Piersiowo Chorych im. księżniczki Cecylii w Smukale (niem. Die Kronprinzessin Cecilie – Lungenheilstätte in Mühlthal)
- 1920–1929 – Krajowa Lecznica dla Piersiowo Chorych w Smukale
- 1929–1945 – Wojewódzkie Sanatorium dla Piersiowo Chorych w Smukale pod Bydgoszczą
- 1945–1949 – Sanatorium Przeciwgruźlicze Samorządu Województwa Pomorskiego w Smukale
- 1949–2000 – Sanatorium Przeciwgruźlicze im. Henryka Dobrzyckiego
- od 2000 – Kujawsko-Pomorskie Centrum Pulmonologii w Bydgoszczy – jednostka w Smukale

## Architektura
Kompleks wzniesiono w stylu eklektycznym z elementami neogotyckimi i formami rustykalnymi. Obiekty wyróżniają się masywną bryłą, przykrytą wysokim dachem, z podkreśloną częścią środkową oraz skrzydłami, krytymi osobnymi dachami naczółkowymi. Strefy ostatniej kondygnacji wzniesiono w konstrukcji szachulcowej, skontrastowanej z dolnymi partiami. Bryła budynku wzbogacona jest wykuszami i ryzalitami. Charakterystycznym elementem są rzędy werand i balkonów oraz leżakownie. Pokoje dla chorych: sypialnie i świetlice, ulokowane zostały od południowej strony budynku.
Wzniesione w 1913 roku sanatorium dla dzieci prezentuje formy eklektyczne i modernistyczne z elementami nawiązującymi do klasycyzmu.

## Galeria

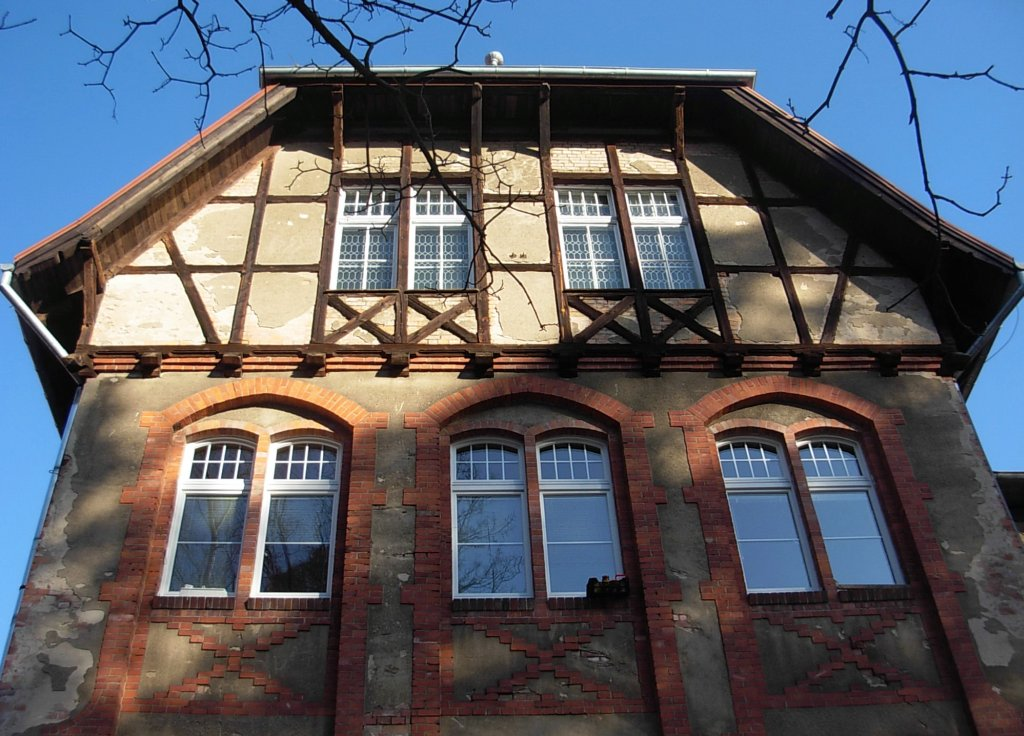
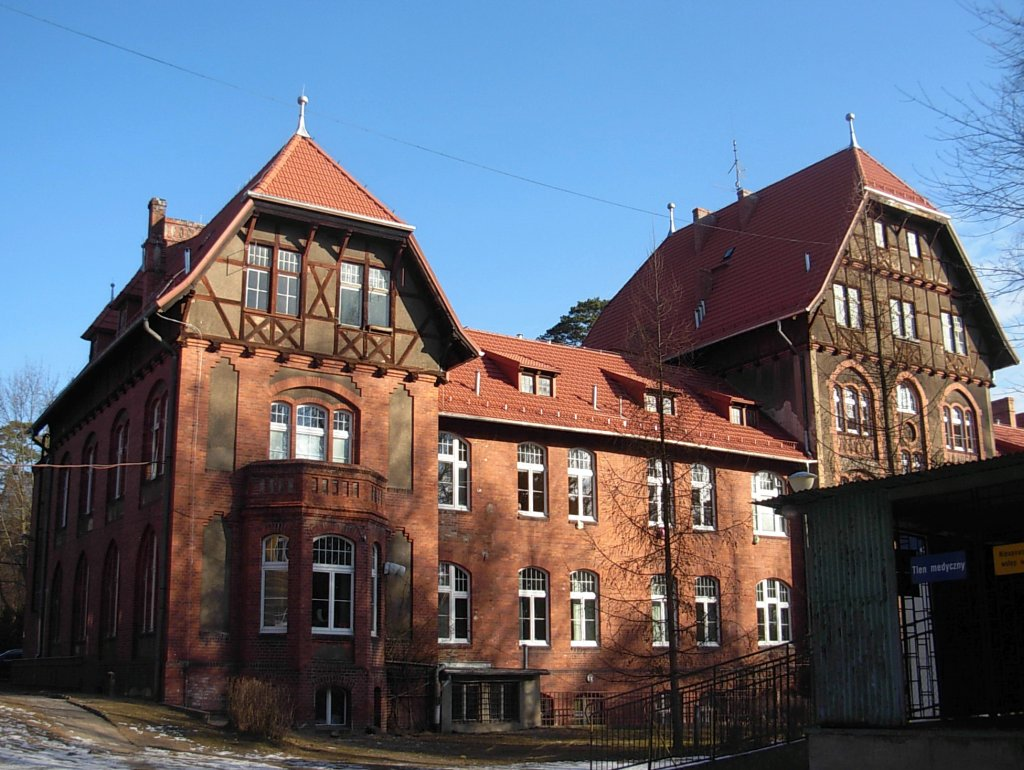
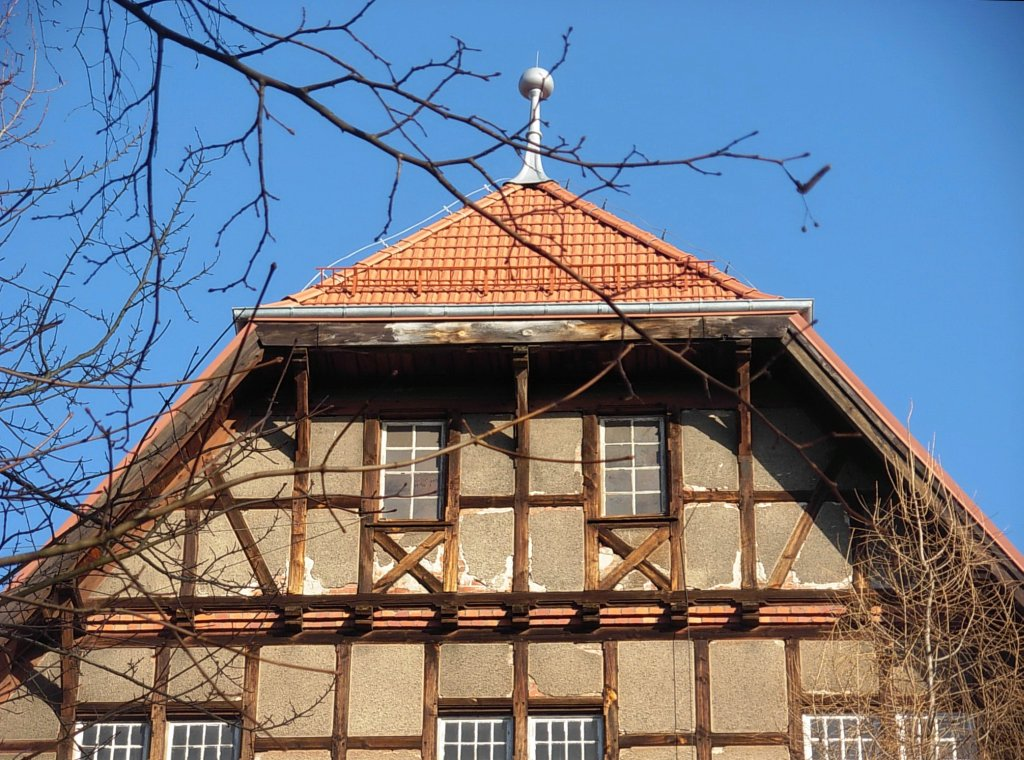
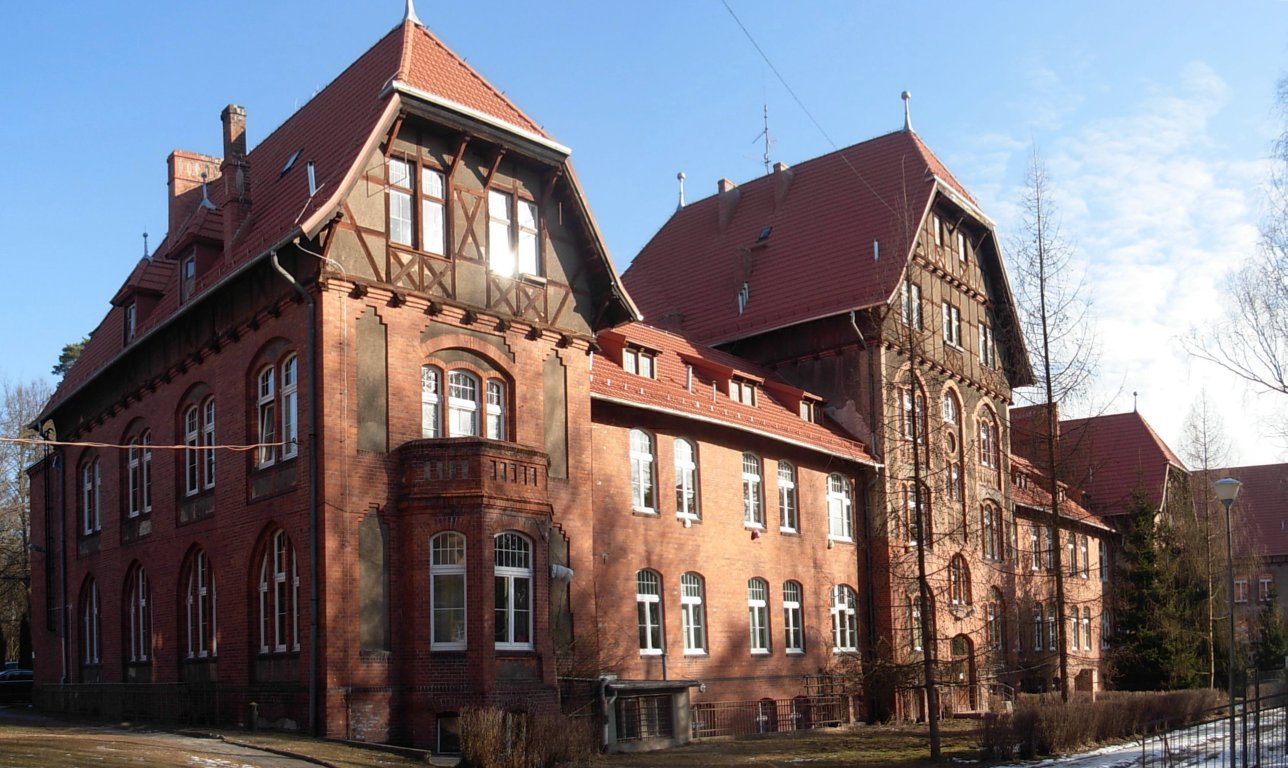
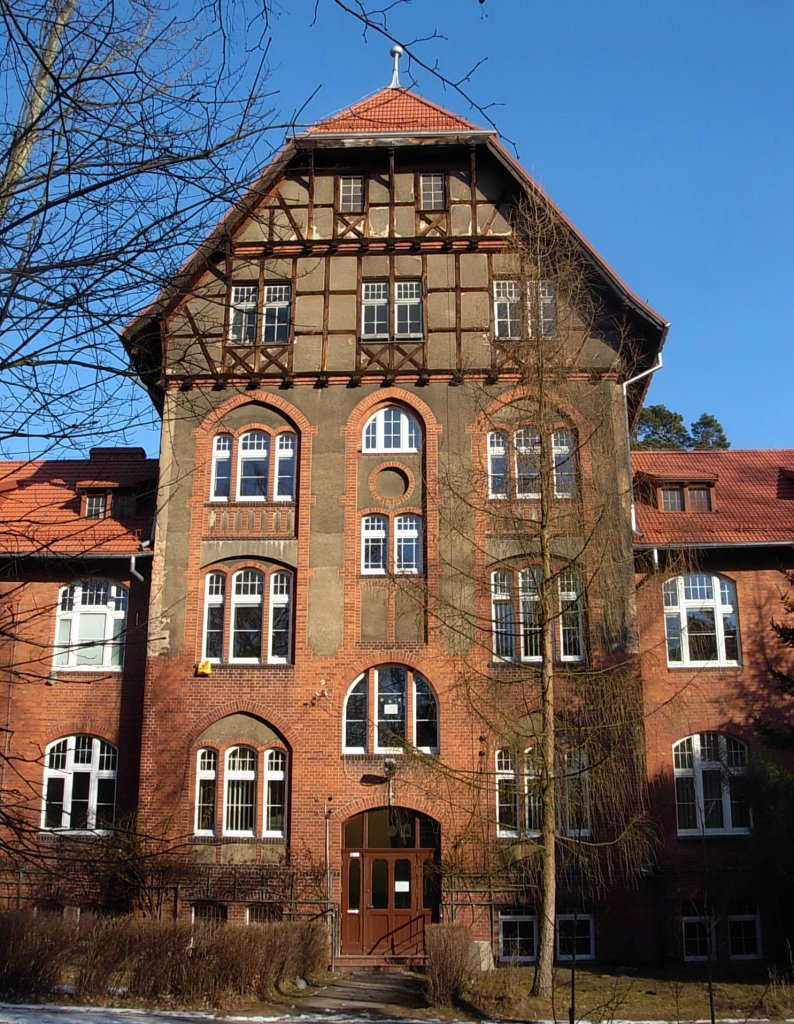
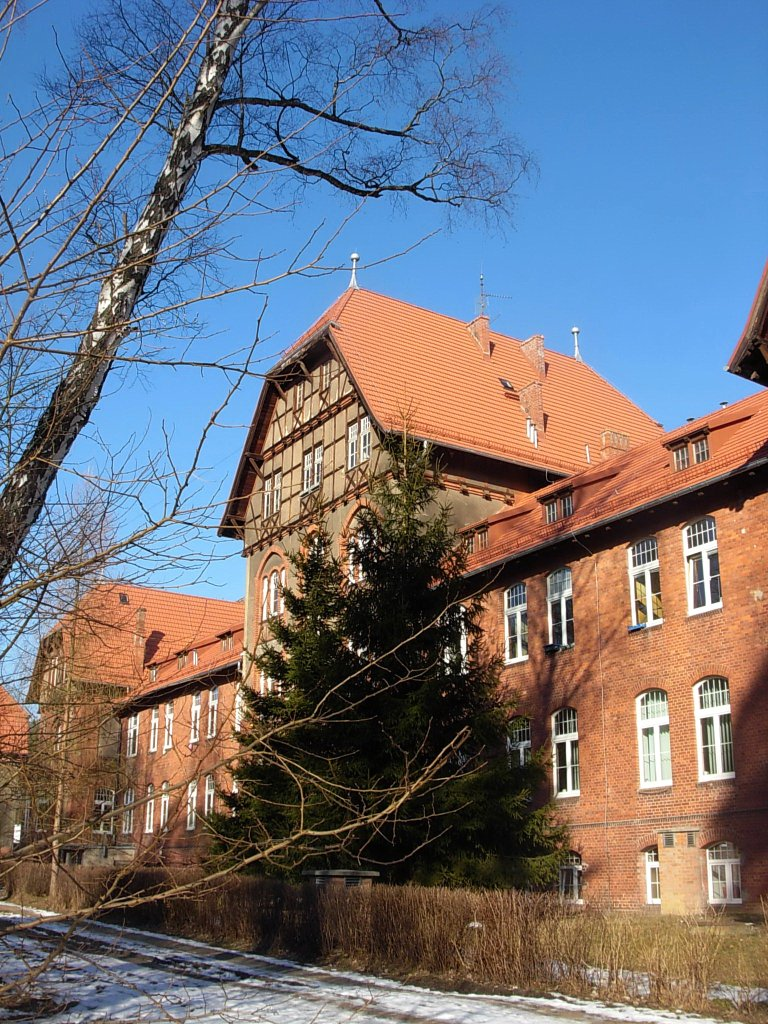
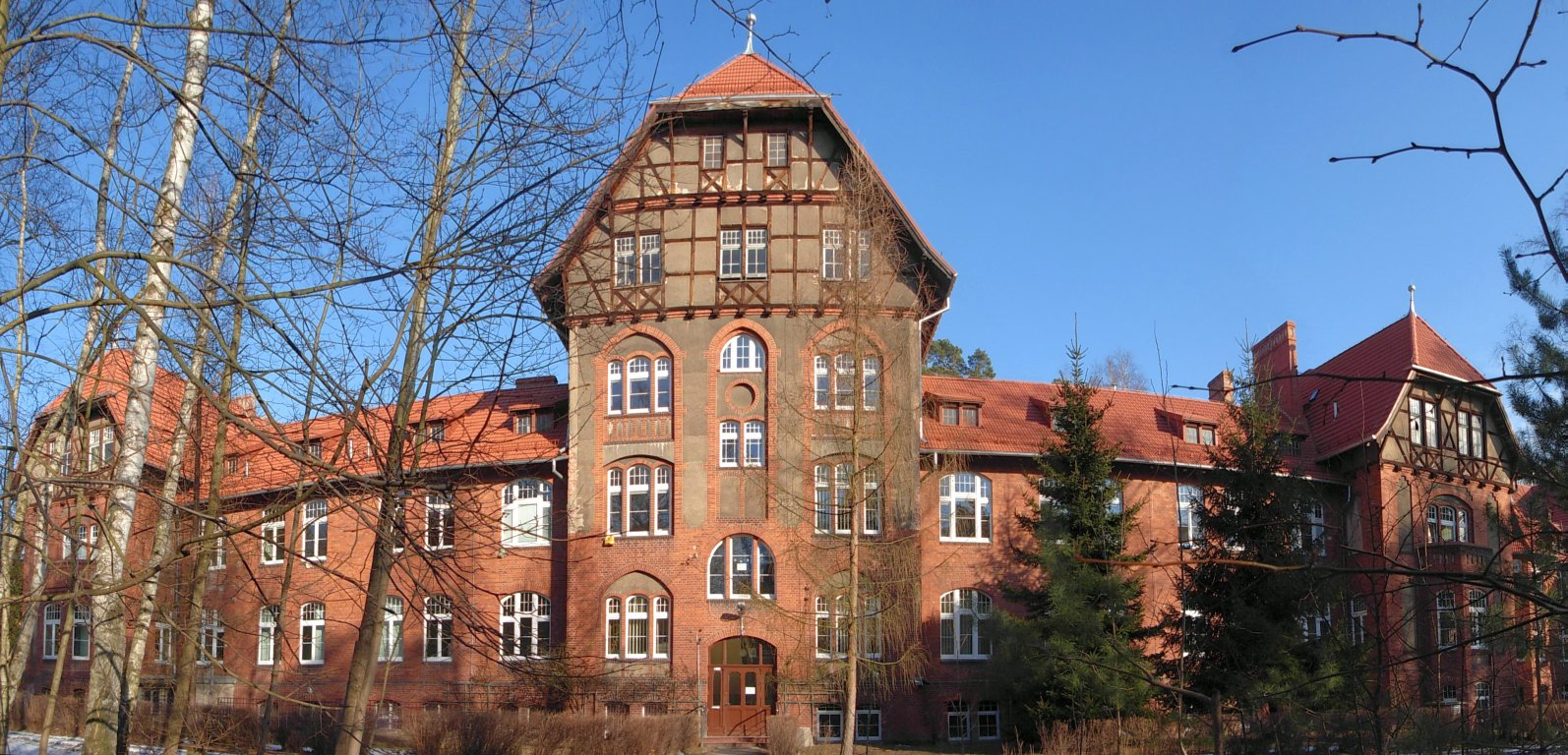